# Nuestra Señora de Arboló
Nuestra Señora de Arboló es una ermita románica del pueblo de Arcalís, en el municipio de Soriguera, en la comarca leridana de Pallars Sobirá. Se encuentra situada en un acantilado rocoso que hay en la orilla izquierda del río Noguera Pallaresa, ya en la salida del congosto de Arboló, muy cerca del límite con Bajo Pallars.
El primer domingo de mayo se celebra un concurrido aplec (reunión festiva semejante a una romería).

## Historia
Arboló es uno de los lugares de la comarca documentados desde más antiguo. Al lado de la actual ermita románica había un castillo ya nombrado en un documento del año 817, referente a una venta de tierras de un particular al primer abad del monasterio de Santa María de Gerri.
El templo anterior a la actual iglesia ya es nombrado junto con el castillo ("et descendit per ipso castro qui dicitur Erbolone, cum oratorio Sancte Marie quod ubidem fundatus est") en un documento de 920, en la descripción de los límites septentrionales de Baén.

## Descripción
Es un edificio de una sola nave rectangular, cubierta con vuelta de cañón, y ábside semicircular. Se abren en este tres ventanas al exterior, donde se puede apreciar un friso ornamental de arcos lombardos.
En la fachada, a poniente, alrededor de una de las puertas de acceso al templo (hay otra a mediodía), se pueden apreciar las huellas de un atrio ya desaparecido que cubría dicha entrada. Sobre ella, una imposta cruza toda la fachada y encima una alargada ventana, semejante a una espillera, flanqueada por dos óculos.

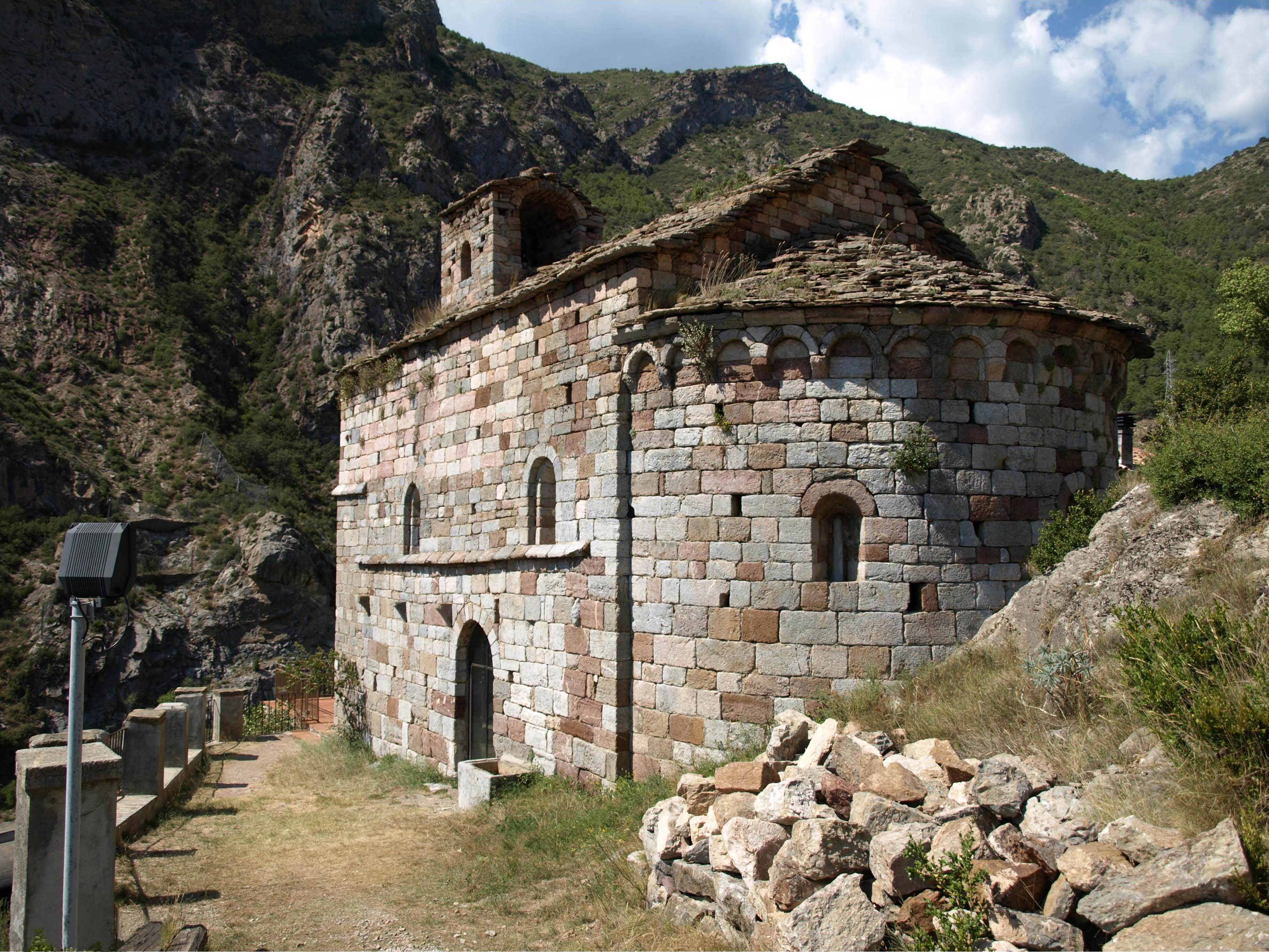
Vista del ábside y fachada S

El campanario, pequeño y cuadrado, tiene cuatro ventanas, siendo las de levante y poniente más grandes que las otras dos. La estructura de este campanario, semejante a un pequeño edículo o templete, se debe a que también había tenido funciones de conjuratorio.
Una de las singularidades de este edificio se encuentra en su paramento externo, con el uso de sillares bien trabajados y pulidos, de diferente gama cromática, encajados en perfectas hileras horizontales. Esta solución ornamental y otros detalles hacen pensar en modelos avanzados del románico lombardo, permitiendo datar su construcción al final del siglo XII o principio del XIII.
Pegado al muro N se encuentra el edificio del ermitaño y demás dependencias del santuario.

## Imagen de Nuestra Señora de Arboló
En el interior del templo es venerada una imagen de la Virgen con el Niño en su regazo, fuente de gran devoción en la comarca, pues tiene consideración de Patrona del Pallars Sobirá. La imagen actual es una copia, repuesta el 5 de mayo de 1940 y obra del escultor barcelonés Francisco de Paula Gómara. La imagen original fue salvada del saqueo del templo llevado a cabo en agosto de 1936, pero se encontró después y fue quemada en el puente del pueblo de Baro.

## Arboló en el Madoz
En el Diccionario geográfico-estadístico-histórico de España y sus posesiones de Ultramar (1845-1850), monumental obra a cargo de Pascual Madoz, en el artículo correspondiente a Arcalís, se menciona este santuario mariano. Se transcribe dicha cita a continuación respetando la grafía original.

En la falda meridional del cerro, á cuyo pie dijimos está la mayor parte de las casas [de Arcalís], hay un peñasco sobre el cual existe una reducida ermita dedicada á Ntra. Sra. de Erboló ú Arboló, cuya imágen tiene bastante mérito artístico.